# パフムートワ (小惑星)
パフムートワまたはパハムトワ (1889 Pakhmutova) は小惑星帯の外縁部に位置する小惑星である。ロシアの女性天文学者リュドミーラ・チェルヌイフがクリミア天体物理天文台で発見した。
ロシアの女性作曲家、アレクサンドラ・パフムートワ (Aleksandra Nikolayevna Pakhmutova, Александра Николаевна Пахмутова) から命名された。